# 阿戛光背蟹
阿戛光背蟹（学名：Lissocarcinus arkati）为梭子蟹科光背蟹属的动物。分布于日本、印度、马达加斯加以及中国大陆的广东等地，生活环境为海水，主要栖息于水深10-65米的近岸细沙底上。其生存的海拔范围为-65至-10米。